# Внутренний
Внутренний — посёлок в городском округе город Выкса Нижегородской области России, входящий в административно-территориальное образование рабочий посёлок Шиморское.
Население — 12 (2010) чел.

## Общая физико-географическая характеристика
Географическое положение
По автомобильным дорогам расстояние до областного центра — города Нижнего Новгорода — составляет 193 км, до окружного центра — города Выксы — 31 км. Абсолютная высота — 100 метров над уровнем моря. К западу от посёлка находится одноимённое болото.
Часовой пояс
Внутренний, как и вся Нижегородская область, находится в часовой зоне МСК (московское время). Смещение применяемого времени относительно UTC составляет +3:00.

## Население
| 1999 | 2002 | 2010 |
| ---- | ---- | ---- |
| 61   | ↘35  | ↘12  |

Национальный состав
Согласно результатам переписи 2002 года, в национальной структуре населения русские составляли  100 % из 35 человек.